# Campiñas de Sevilla
Campiñas de Sevilla este o arie protejată (arie de protecție specială avifaunistică — SPA) din Spania întinsă pe o suprafață de 35.734,9 ha, integral pe uscat.

## Localizare
Centrul sitului Campiñas de Sevilla este situat la coordonatele 37°20′31″N 5°09′03″W / 37.3419°N 5.1507°V.

## Înființare
Situl Campiñas de Sevilla a fost declarat arie de protecție specială avifaunistică în iulie 2008 pentru a proteja 118 specii de animale.

## Biodiversitate
Situată în ecoregiunea mediteraneană, aria protejată conține 7 habitate naturale: Pășuni mediteraneene udate de apa mării (Juncetalia maritimi), Tufărișuri halofile mediteraneene și termo-atlantice (Sarcocornetea fruticosi), Iazuri temporare mediteraneene, Galerii de Salix alba și de Populus alba, Dehesas cu Quercus spp. perene, Galerii și tufărișuri riverane sudice (Nerio-Tamaricetea și Securinegion tinctoriae), Salicornia și alte specii anuale care populează regiunile mlăștinoase și nisipoase.
La baza desemnării sitului se află mai multe specii protejate de  păsări (118): fluierar de munte (Actitis hypoleucos), pescăruș albastru (Alcedo atthis), rață sulițar (Anas acuta), rață pitică (Anas crecca), rață mare (Anas platyrhynchos), gâscă cenușie (Anser anser), fâsă-de-câmp (Anthus campestris), Aquila adalberti, acvilă de munte (Aquila chrysaetos), Aquila fasciata, egretă mare (Ardea alba), stârc cenușiu (Ardea cinerea), stârc roșu (Ardea purpurea), stârc galben (Ardeola ralloides), ciuf de câmp (Asio flammeus), rață-cu-cap-castaniu (Aythya ferina), rața moțată (Aythya fuligula), rață roșie (Aythya nyroca), buhai de baltă (Botaurus stellaris), buha (Bubo bubo), Bubulcus ibis, pasărea ogorului (Burhinus oedicnemus), ciocârlie-cu-degete-scurte (Calandrella brachydactyla), fugaci de țărm (Calidris alpina), Calidris canutus, fugaci roșcat (Calidris ferruginea), fugaci mic (Calidris minuta), bătăuș (Calidris pugnax), caprimulg (Caprimulgus europaeus), Caprimulgus ruficollis, prundăraș de sărătură (Charadrius alexandrinus),  prundaș gulerat mic (Charadrius dubius), prundaș gulerat mare (Charadrius hiaticula), chirichița cu obraz alb (Chlidonias hybrida), chirighiță neagră (Chlidonias niger), barză albă (Ciconia ciconia), șerpar (Circaetus gallicus), erete de stuf (Circus aeruginosus), erete vânăt (Circus cyaneus), erete cenușiu (Circus pygargus), porumbel de scorbură (Columba oenas), dumbrăveancă (Coracias garrulus), gușă vânătă (Cyanecula svecica), egretă mică (Egretta garzetta), Elanus caeruleus, Eudromias morinellus, șoim de iarnă (Falco columbarius), Falco naumanni, șoim călător (Falco peregrinus), lișiță (Fulica atra), Fulica cristata, Galerida theklae, becațină comună (Gallinago gallinago), găinușă de baltă (Gallinula chloropus), pescăriță râzătoare (Gelochelidon nilotica), ciovlica roșcată (Glareola pratincola), cocor (Grus grus), acvilă pitică (Hieraaetus pennatus), piciorong (Himantopus himantopus), stârc pitic (Ixobrychus minutus), capîntortură (Jynx torquilla), pescăruș negricios (Larus fuscus), Larus michahellis, pescăruș râzător (Larus ridibundus), sitar de mâl (Limosa limosa), grelușel-de-zăvoi (Locustella luscinioides), becațină mică (Lymnocryptes minimus), rață fluierătoare (Mareca penelope), rață pestriță (Mareca strepera), Marmaronetta angustirostris, ciocârlie de bărăgan (Melanocorypha calandra), prigoare (Merops apiaster), gaia neagră (Milvus migrans), gaia roșie (Milvus milvus), muscar sur (Muscicapa striata), rață cu ciuf (Netta rufina), Numenius arquata arquata, stârc de noapte (Nycticorax nycticorax), pietrar mediteranean (Oenanthe hispanica), Oenanthe leucura, pietrar sur (Oenanthe oenanthe), dropie (Otis tarda), ciuf-pitic (Otus scops), Oxyura leucocephala, cormoran mare (Phalacrocorax carbo carbo), flamingo roz (Phoenicopterus roseus), codroșul de pădure (Phoenicurus phoenicurus), lopătar (Platalea leucorodia), țigănuș (Plegadis falcinellus), ploier auriu (Pluvialis apricaria), corcodel mare (Podiceps cristatus), corcodel-cu-gât-negru (Podiceps nigricollis), Porphyrio porphyrio porphyrio, Pterocles alchata, Pterocles orientalis, ciocântors (Recurvirostra avosetta), mărăcinar (Saxicola rubetra), Spatula clypeata, rață cârâitoare (Spatula querquedula), chiră de baltă (Sterna hirundo), chiră mică (Sternula albifrons), turturică (Streptopelia turtur), silvie roșcată (Sylvia cantillans), Sylvia conspicillata, silvie de tufiș (Sylvia undata), corcodel mic (Tachybaptus ruficollis), călifar roșu (Tadorna ferruginea), călifar alb (Tadorna tadorna), spârcaci (Tetrax tetrax), chiră de mare (Thalasseus sandvicensis), fluierar negru (Tringa erythropus), fluierar de mlaștină (Tringa glareola), fluierar cu picioare verzi (Tringa nebularia), fluierarul de zăvoi (Tringa ochropus), fluierar de lac (Tringa stagnatilis), fluierarul cu picioare roșii (Tringa totanus), nagâț (Vanellus vanellus), Zapornia parva.
Pe lângă speciile protejate, pe teritoriul sitului au mai fost identificate 1 specie de plante, 27 de specii de păsări.